# 5478 Вартбург
5478 Вартбург (5478 Wartburg) — астероїд головного поясу, відкритий 23 жовтня 1989 року.
Тіссеранів параметр щодо Юпітера — 3,415.